# 드래그 온
드래그 온(Drag-On, 본명: Mel Jason Smalls, 1979년 1월 4일 ~ )은 미국의 래퍼이다. 현재 힙합레이블 러프 라이더 레코드 소속이다.
2번째 앨범인 'Hell And black'은 빌보드 200에서 5위를 차지했다.